# Meggen
Meggen (toponimo tedesco) è un comune svizzero di 7 716 abitanti del Canton Lucerna, nel distretto di Lucerna Campagna.

## Geografia fisica
Meggen sorge lungo la sponda nordoccidentale del lago dei Quattro Cantoni e comprende l'isolotto di Meggenhorn che separa il ramo di Lucerna da quello di Küssnacht.

## Monumenti e luoghi d'interesse

### Architetture religiose

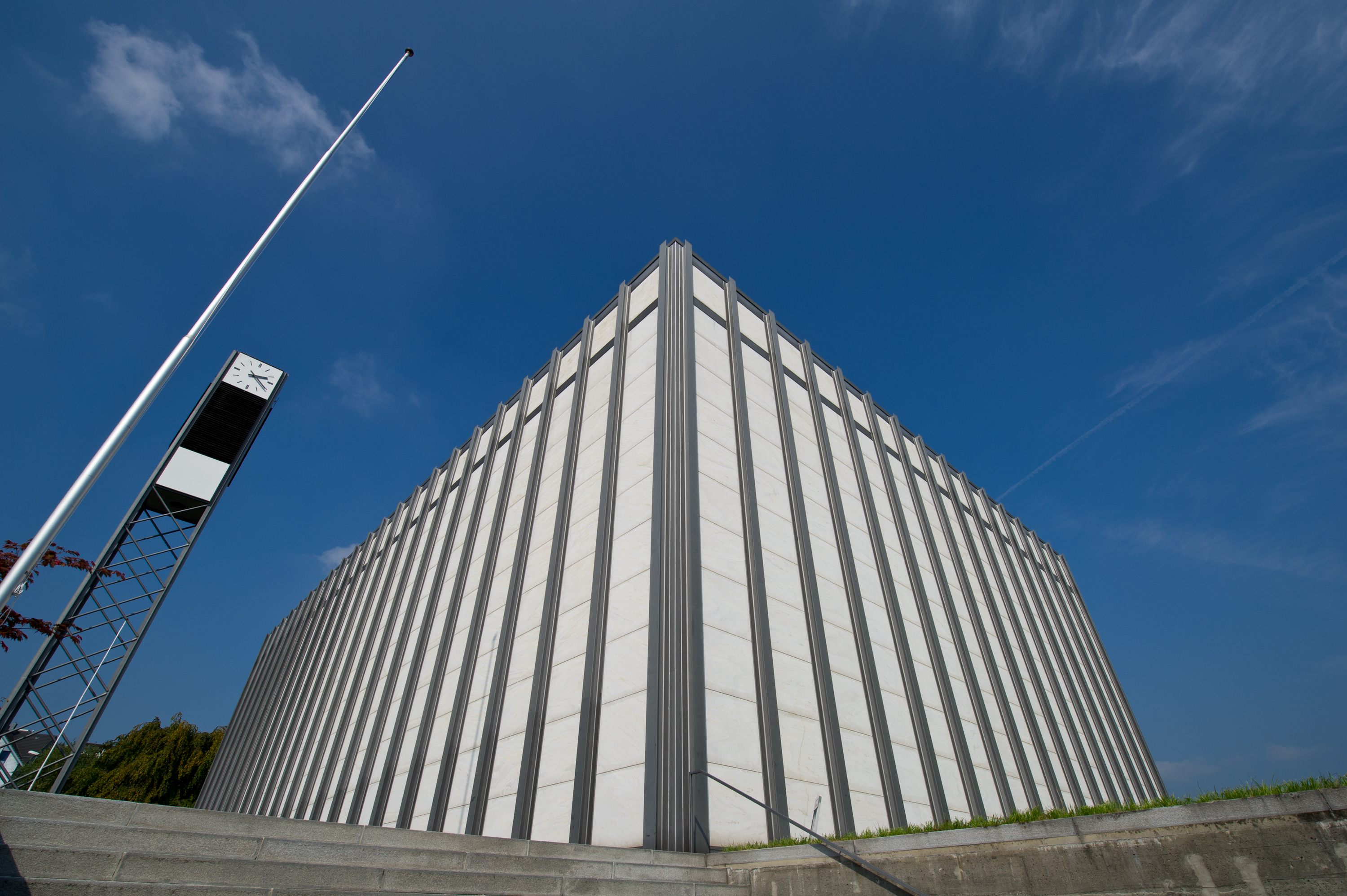
La chiesa di San Pio X

- Chiesa parrocchiale cattolica di San Pio X, eretta nel 1964-1966[3];
- Chiesa cattolica (già parrocchiale) dei Santi Gallo e Maria Maddalena in località Hintermeggen, attestata dal 1406 e ricostruita nel 1463 e nel 1775-1776 da Jakob Singer[3];
- Cappella di Nostra Signora in località Vordermeggen, attestata dal 1520 e ampliata nel 1666-1674[3];
- Cappella di San Nicola, eretta nel XIV secolo[3];
- Chiesa riformata, eretta nel 1939[3].

### Architetture civili
- Castello di Meggenhorn (o Altstad), già fortezza distrutta nel 1240 circa e ricostruita nel 1868-1870 da Eduard Hofer[3][4];
- Rovine della fortezza di Neu-Habsburg e attigua villa neogotica costruita nel 1871[3][5];
- Villa Saint-Charles-Hall, ricostruita da Tonio von Riedemann nel 1924-1925[3];
- Ville di campagna di Altstad, Einholz e Schönheim[3];
- Case contadine signorili di Siten e Seematt[3].

## Società

### Evoluzione demografica
L'evoluzione demografica è riportata nella seguente tabella:
Abitanti censiti

## Geografia antropica
Il comune fa parte dell'area metropolitana di Lucerna.

## Economia
L'economia locale si basa prevalentemente sul settore terziario e sul pendolarismo in uscita verso Lucerna.

## Infrastrutture e trasporti

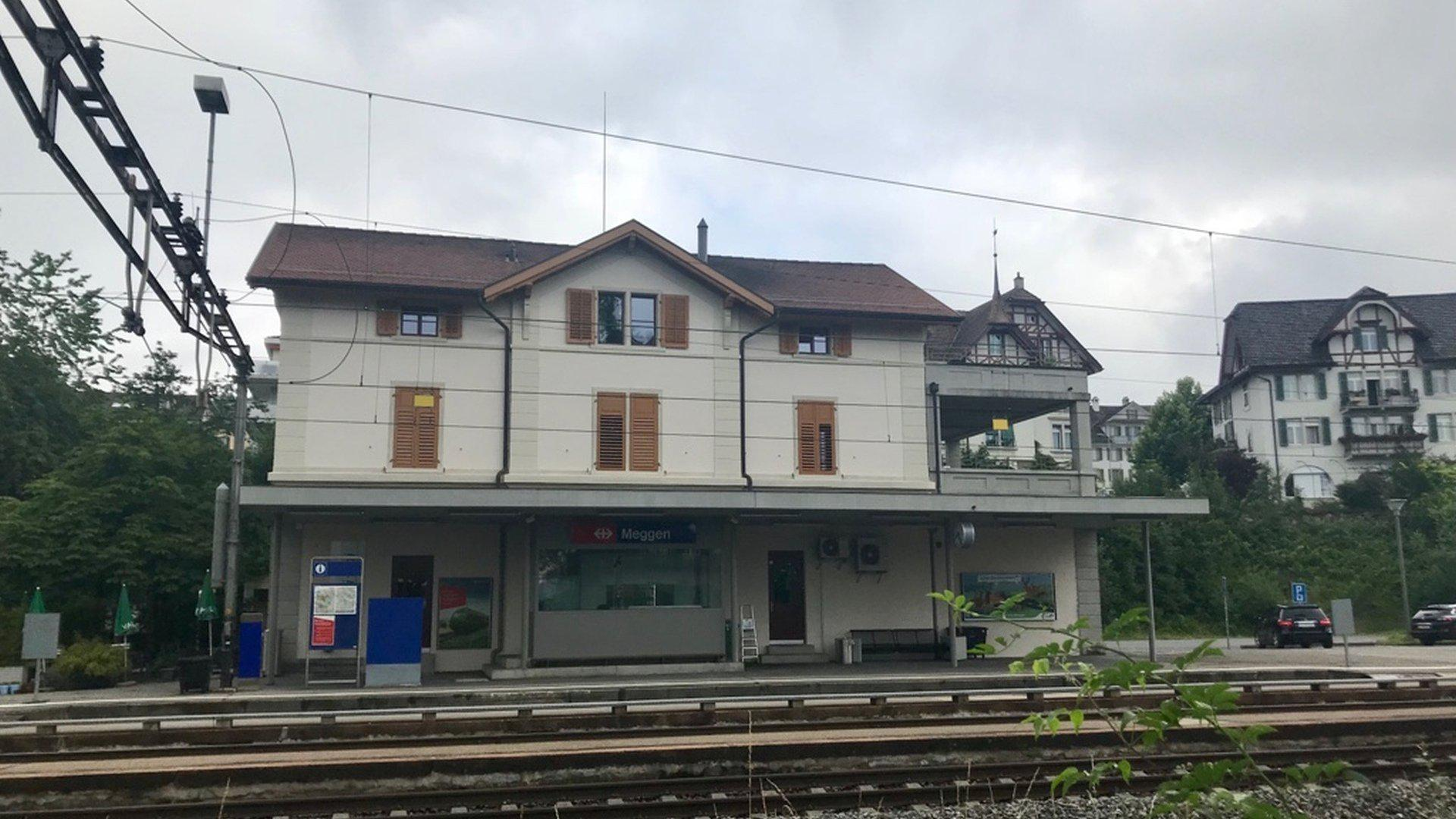
La stazione di Meggen

Meggen è servito dalla stazione ferroviaria omonima e da quella di Meggen Zentrum delle Ferrovie Federali Svizzere, sulla linea Lucerna-Immensee (parte della ferrovia del Gottardo e della linea S3 della rete celere di Lucerna).